# Bonne de Pise
Bonne de Pise (v. 1156–1207) était membre du tiers-ordre des religieuses augustiniennes qui aidaient à guider les voyageurs en pèlerinage. En 1962, l'Église catholique a reconnu ses mérites et elle a été canonisée par le pape Jean XXIII. Elle est considérée comme la patronne des voyageurs, en particulier des pèlerins, ainsi que de la ville de Pise. 

## Biographie
Bonne de Pise, née sous le prénom italien Bona, est l'unique enfant du couple formé par Berta d'origine corse et de Bernardo, un marchand de Pise. Quand elle a trois ans, son père quitte le foyer familial pour refaire sa vie ailleurs, laissant Berta s'occuper seule de l'enfant. 
À partir de 7 ans, elle aurait eu des visions. Pour l'une d'elles, le Christ, sur le crucifix de l'église du Saint-Sépulcre, lui aurait tendu la main. Dans une autre église, elle voit Jésus, la Vierge Marie et trois saints, dont Jacques le Majeur. Elle est effrayée par la lumière autour de ces personnages et s'enfuit. Jacques la poursuit et la ramène à l'image de Jésus. Bonne observera une dévotion très prononcée envers saint Jacques pour le reste de sa vie. 
À l'âge de dix ans, elle rencontre le Père Jean de l'ordre des chanoines réguliers de Saint Augustin qui l'incite à rentrer au couvent. Elle prend alors l'habitude de beaucoup prier et de jeûner régulièrement ne prenant que du pain et de l'eau trois jours par semaine. Quatre ans plus tard, elle reçoit du Christ la révélation que son père se trouve au royaume de Jérusalem et elle décide de s'embarquer pour le premier de ses nombreux voyages. 
Sur place, elle échoue à revoir son père influencé par l'un de ses trois nouveaux fils qui s'oppose aux retrouvailles. En échange, elle visite les lieux saints et fait la rencontre d'un ermite, Ubaldo, auprès duquel elle apprend beaucoup. Après neuf mois, le Christ se présente de nouveau à elle pour l'inviter à retourner dans sa patrie, lui promettant de nombreux enfants spirituels. Lors de son voyage de retour, elle est capturée par des pirates sarrasins sur la mer Méditerranée ; elle est blessée, puis emprisonnée. Elle est ensuite secourue par des compatriotes et termine son voyage de retour.   
À Pise, elle partage son temps entre son travail de fileuse, la contemplation, la charité et la guérison, car elle se voit désormais dotée de pouvoirs thaumaturgiques et discriminateurs. Elle devine les  afflictions et contribue à soulager ou à soigner les maux et les douleurs, n'empêchant pas ses propres ennuis de santé consécutifs à une blessure thoracique infligée lors de sa captivité.

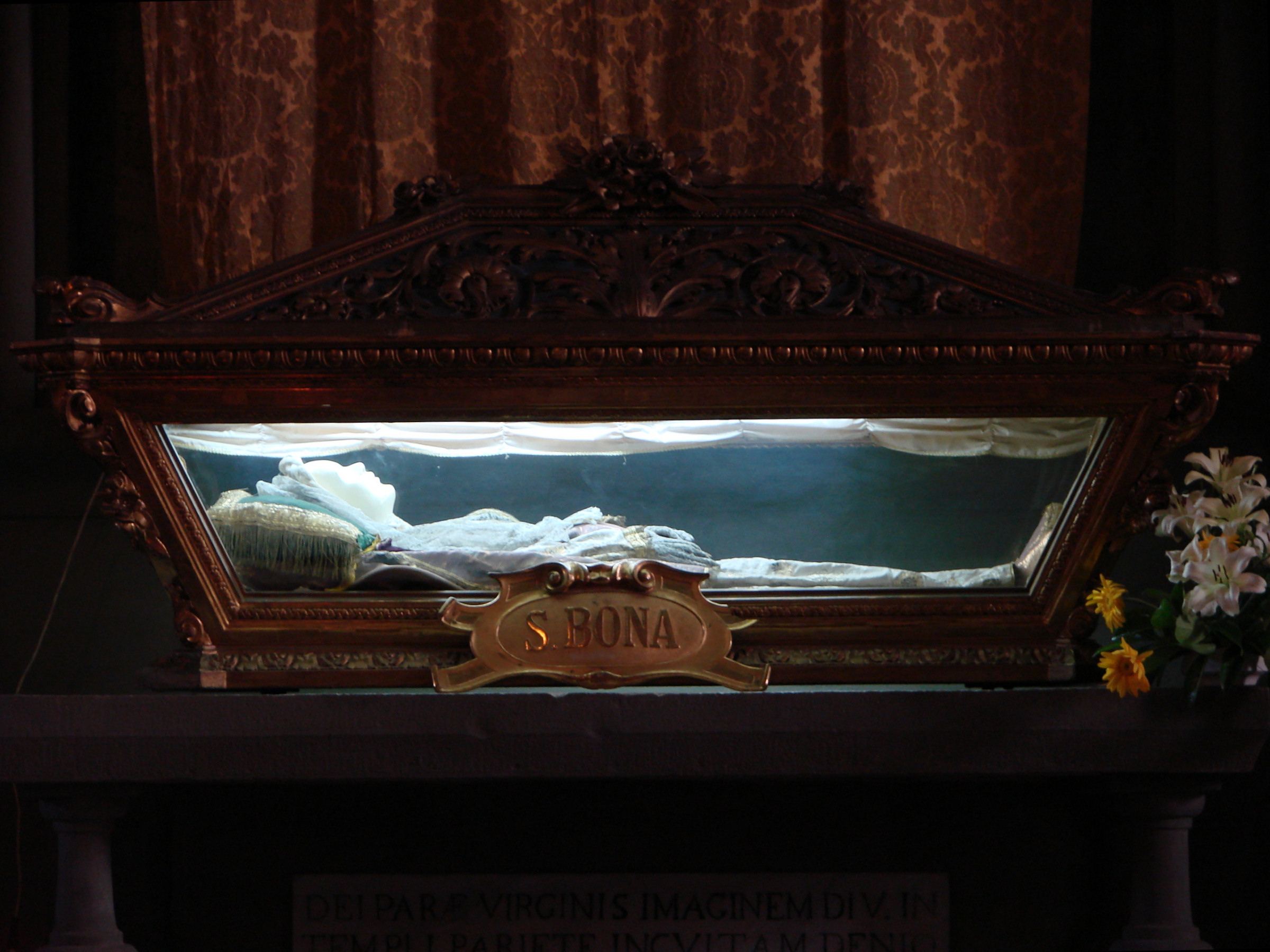
Le corps de sainte Bonne, église de San Martino, Pise.

En tant que consacrée du tiers-ordre augustinien, elle entreprend tout de même un autre pèlerinage, conduisant cette fois un grand nombre de pèlerins sur le long et dangereux voyage d'un millier de kilomètres à Saint-Jacques-de-Compostelle où Jacques le Majeur est honoré. Après cela, elle est nommée l'une des guides officielles le long de cette route de pèlerinage par les Chevaliers de Saint-Jacques. Elle réussit le voyage à dix reprises, effectuant par ailleurs plusieurs autres à Rome et au sanctuaire de Saint Michel Archange à Gargano.   
Vers la fin de sa vie, malgré un état de santé de plus en plus défaillant, elle entreprend son dixième et ultime pèlerinage en terre espagnole, le menant jusqu'à son terme. De retour à Pise, elle meurt peu de temps après dans son appartement à pièce unique près de l'église Saint-Martin ou son corps repose conservé intact jusqu'à nos jours.

## Vénération
Sa fête est célébrée le 29 mai. Elle est également considérée comme la patronne des voyageurs, et en particulier des coursiers, des guides touristiques, des pèlerins, des hôtesses de l'air, des agents de bord, et de la ville de Pise.